# Peter Strickland

Peter Strickland (Reading, 21 de maio de 1973) é um diretor de cinema e roteirista britânico. 

## Carreira
Desde 1992, Strickland esteve envolvido nas cenas teatrais e musicais em Reading. Após estudar belas-artes, ele fundou em 1996 a banda The Sonic Catering Band, projeto misturando música e culinária, com o qual lançou varios albums e tocou ao vivo pela Europa toda. No teatro ele foi membro do Progress Theatre, grupo amador onde pode desenvolver suas habilidades de direção e atuação e por fim dirigiu sua própria adaptação de A Metamorfose de Franz Kafka.
Em 1997, seu curta-metragem Bubblegum foi inscrito no Festival de Cinema de Berlim e em 2005 ele produziu uma versão curta do que se tornaria Berberian Sound Studio, seu segundo longa metragem.
Seu primeiro longa, o drama de vingança rural de baixo orçamento Katalin Varga, foi financiado por uma herança de um tio e filmado na Romênia durante um período de 17 dias em 2006. Lançado em 2009, o filme ganhou como "Filme revelação" nos Prémios do Cinema Europeu de 2009 e recebeu também o Urso de Prata por Excelente Contribuição Artística no Festival Internacional de Cinema de Berlim do mesmo ano.
Seu próximo projeto foi Berberian Sound Studio, um thriller psicológico ambientado em um estúdio de filmes de terror italiano na década de 1970 e estrelado por Toby Jones. O filme foi exibido no London FrightFest Film Festival em agosto de 2012 e no Festival Internacional de Cinema de Edimburgo do mesmo ano.
Seu terceiro longa, o drama The Duke of Burgundy estreou em 2014. Uma homenagem a Jess Franco, o filme estrela Sidse Babett Knudsen e Chiara D'Anna.
Em 2018, Strickland lançou In Fabric, um filme de terror psicológico sobre um vestido mal-assombrado comprado em uma loja de departamentos de Londres.

## Filmografia
- Bubblegum (curta, 1996)
- A Metaphysical Education (curta, 2004)
- Katalin Varga (2009)
- Berberian Sound Studio (2012)
- Björk: Biophilia Liva (2014)
- The Duke of Burgundy (2014)
- The Field Guide to Evil (2018, segmento "The Cobblers' Lot")
- In Fabric (2018)
- GUO4 (curta, 2019)
- Cold Meridian (curta, 2020)
- Flux Gourmet (2022)
- Blank Narcissus (Passion of the Swamp) (curta, 2022)